# フルガン (航空機)

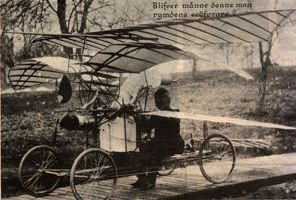
フルガン

フルガン（スウェーデン語:Flugan）は、ライト兄弟の動力飛行成功の前の1890年代後半に実験された蒸気機関を動力とする飛行機のひとつである。スウェーデンの発明家カール・ニーベリ（Carl Rickard Nyberg）が1897年から製作し1922年まで実験を続けたがジャンプに成功しただけに終わった。名称は、スウェーデン語で「飛行」の意味。
5 mの翼幅で13 m2の翼面積で重量は80kgの機体であった。エンジンはトーチを使った蒸気機関で2000回転で10馬力を発生した。
フルガンを格納するために使った小屋が格納庫の最初期の例とされる。